# Zatykače Mezinárodního trestního soudu na ruské představitele
Dne 17. března 2023 vydal Mezinárodní trestní soud zatykač na ruského prezidenta Vladimira Putina a ruskou zmocněnkyni pro práva dětí Mariji Lvovovou-Bělovovou. Oba jsou obviněni z válečného zločinu nezákonné deportace dětí během rusko-ukrajinské války. Putin se tak stal třetí úřadující hlavou státu a první hlavou stálého člena Rady bezpečnosti Organizace spojených národů, na kterou byl vydán zatykač. V roce 2024 byl Putin spolu s izraelským premiérem Benjaminem Netanjahuem jedinými aktivními vůdci států, které hledal Mezinárodní trestní soud.
V průběhu roku 2024 vydal Mezinárodní trestní soud zatykač také na Viktora Sokolova, Sergeje Kobylaša, Sergeje Šojgua a Valerije Gerasimova, důstojníky ruské armády, kteří jsou obviněni z útoků na civilisty a elektrickou infrastrukturu.
Všech 125 zemí, které ratifikovaly Římský statut Mezinárodního trestního soudu, je povinno zadržet a předat všechny obviněné osoby, pokud některá z nich vstoupí na jejich území.

## Pozadí

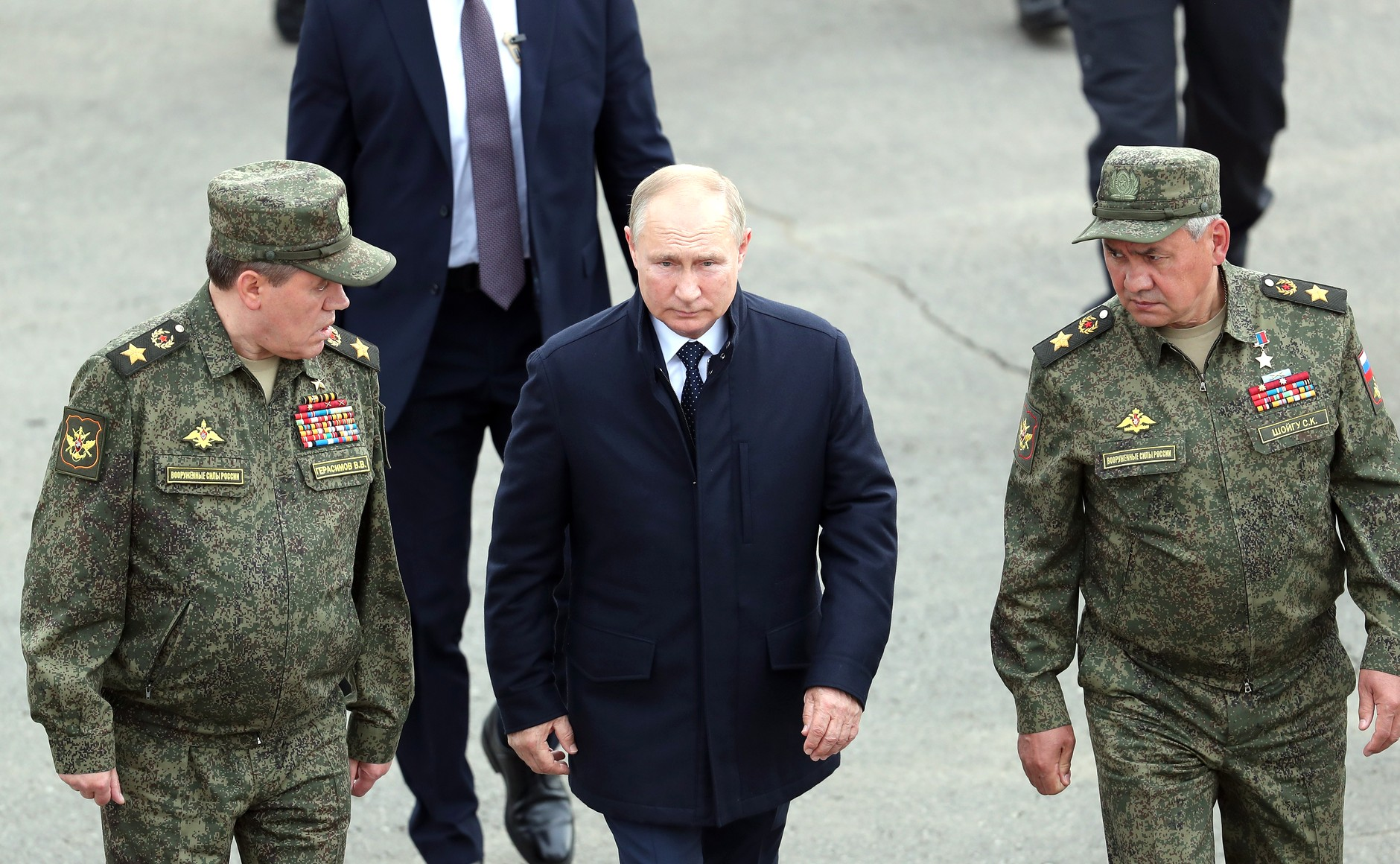
Vladimir Putin se Sergejem Šojguem a Valerijem Gerasimovem, na které byl rovněž vydán zatykač

### Mezinárodní trestní soud
Mezinárodní trestní soud (MTS) je mezinárodní soud sídlící v nizozemském Haagu, který vznikl v roce 2002 na základě Římského statutu přijatého na mezinárodní konferenci roku 1998. Rusko podepsalo statut v roce 2000, avšak nikdy jej neratifikovalo. V roce 2016 Rusko stáhlo svůj podpis poté, co soud klasifikoval ruskou anexi Krymu jako okupaci. Ukrajina podepsala statut v roce 2000 a ratifikovala jej v roce 2024. V roce 2014 Ukrajina přijala jurisdikci soudu, což soudu umožnilo vyšetřovat údajné zločiny spáchané během rusko-ukrajinské války.

### Rusko-ukrajinská válka (od 2014)
Dne 4. února 2015 požádal Parlament Ukrajiny Mezinárodní trestní soud, aby vyšetřil zločiny proti lidskosti spáchané ruskými vojáky na ukrajinském území od 20. února 2014. Poslanci rovněž požadovali stíhání nejvyšších představitelů Ruska, Doněcké lidové republiky a Luhanské lidové republiky.
Dne 24. února 2022 Rusko zahájilo invazi na Ukrajinu, čímž došlo k zásadní eskalaci rusko-ukrajinské války. Následující měsíc přijalo Valné shromáždění OSN rezoluce ES-11/1 a ES-11/2 požadující okamžité stažení ruských vojsk z Ukrajiny. Téhož měsíce Mezinárodní soudní dvůr nařídil Rusku okamžité zastavení válečných operací na Ukrajině. Během invaze Rusko uneslo tisíce ukrajinských dětí a deportovalo je do Ruska.
V květnu 2022 Putin nařídil zjednodušit vydávání ruského občanství ukrajinským sirotkům. Ministerstvo zahraničních věcí Ukrajiny zdůraznilo, že tím „Putin fakticky legalizoval únosy dětí“.

## Mezinárodní právo
Z hlediska mezinárodního práva je násilná deportace dětí považována za zločin proti lidskosti.
- Podle článku 50 Ženevské úmluvy o ochraně civilních osob za války z roku 1949 nesmí okupační mocnost měnit osobností status dětí.[21][24]
- Rusko mělo rovněž porušit článek 7 Úmluvy o právech dětí, který zaručuje dítěti právo na jméno a získání státní příslušnosti.[25][26]
- Článek II Úmluvy o zabránění a trestání zločinu genocidia z roku 1948 uvádí, že „násilné převádění dětí z jedné skupiny do jiné“ je aktem genocidia.[27][28]
- Rusko ratifikovalo Úmluvu o ochraně lidských práv a základních svobod, podle níž „nikdo nebude, ať individuálně nebo hromadně, vyhoštěn z území státu, jehož je státním občanem“.[29][30]

Vyšetřovací komise OSN označila deportaci ukrajinských dětí za válečný zločin. Několik zemí, včetně Ukrajiny, Polska, Estonska, Lotyšska, Kanady, Litvy, Česka a Irska uznalo, že Rusko páchá na Ukrajině genocidu.

## Reakce

### Státy
- Brazílie: Prezident Luiz Inácio Lula da Silva řekl: „Mohu vám říci, že pokud budu prezidentem Brazílie a on [Putin] přijede do Brazílie, není možné, aby byl zatčen“. O den později však uvedl, že „neví, zda by Putina brazilská justice zadržela, jelikož se jedná o záležitost soudní moci, nikoli moci vládní“.[39]
- Česko: Prezident Petr Pavel označil rozhodnutí Mezinárodního trestního soudu vydat zatykač na Putina za „správné“. Dodal také, že „únosy dětí by neměly být tolerovány“.[40] Předseda vlády Petr Fiala na sociální síti X napsal: „Vydání zatykače na Vladimira Putina pro podezření z válečných zločinů jasně ukazuje, jak brutálně a v rozporu s mezinárodním řádem Rusko na Ukrajině postupuje“. Mimo jiné vyzval mezinárodní společenství, aby pokračovalo v silné podpoře Ukrajiny.[41]
- Čína: Mluvčí ministerstva zahraničních věcí Wang Wen-pin na tiskové konferenci uvedl: „Mezinárodní trestní soud musí zaujmout objektivní a nestranný postoj, respektovat imunitu hlav států a vyhnout se politizaci a dvojím standardům“.[42]

- Rusko: Mluvčí prezidenta Dmitrij Peskov označil zatykač za „jasnou známku nepřátelství vůči Rusku i samotnému Putinovi“ a řekl, že „Rusko na jednání soudu reaguje s klidem, a že jeho rozhodnutí Putinovi nijak nebrání v práci“.[43] Marija Lvovová-Bělovová prohlásila: „Je skvělé, že mezinárodní společenství ocenilo práci na pomoc dětem v naší zemi, že je nenecháváme ve válečných zónách, že je vyvádíme, že jim vytváříme dobré podmínky, že je obklopujeme milujícími a starostlivými lidmi“.[44] Místopředseda Rady bezpečnosti Dmitrij Medveděv označil soud za „zbytečnou instituci“ a na Telegramu napsal: „Je snadné si představit nadzvukovou raketu směřující z ruské lodi v Severním moři až k soudní budově v Haagu“.[45]
- Srbsko: Prezident Aleksandar Vučić kritizoval zatykač na Putina a uvedl, že „zatykač prodlouží válku na Ukrajině“.[46]
- Ukrajina: Ministr zahraničních věcí Dmytro Kuleba na sociální síti X napsal: „Tleskám rozhodnutí Mezinárodního trestního soudu vydat zatykač na Vladimira Putina a Mariji Lvovovou-Bělovovou v souvislosti s násilným odebíráním ukrajinských dětí. Mezinárodní zločinci se budou zodpovídat z krádeží dětí a dalších mezinárodních zločinů“.[47] Generální prokurátor Andrij Kostin uvedl: „Svět dostal signál, že ruský režim je zločinný a jeho vedení a přisluhovači budou pohnáni k odpovědnosti. Je to historické rozhodnutí pro Ukrajinu a celý systém mezinárodního práva“.[48]

### Nestátní organizace
- Evropská unie: Vysoký představitel pro zahraniční věci a bezpečnostní politiku Josep Borrell prohlásil: „Rozhodnutí Mezinárodního trestního soudu je začátkem procesu vyvozování odpovědnosti. Oceňujeme a podporujeme práci Mezinárodního trestního soudu. Beztrestnost nesmí existovat“.[47]